# 恋文コンテスト
恋文コンテスト（こいぶみコンテスト）とは、「恋文復権」を願って1994年から2004年まで開催された秋田県二ツ井町の町興しイベントのことである。
1881年（明治14年）明治天皇の東北地方巡幸の際に、皇后からの手紙が、現在の県立自然公園「きみまち阪」で天皇が到着するのを待っていた、というエピソードに基づいている。手紙には「大宮の内にありても暑き日を いかなる山か君は越ゆらむ」と書かれていた。
今までの恋文コンテストの作品は、高校国語の教科書に採用されたり、ドイツ語版や台湾版となって海外で発売されている。